# Božena Šebetovská
Božena Šebetovská roz. Králová (někdy též nazývaná Božena Šebetovská z Podluží, podle oblasti odkud pocházela) (6. ledna 1919, Lanžhot – 13. dubna 1982, Brno) byla zpěvačka lidových písní.
Od roku 1934. spolupracovala s brněnským rozhlasem, kde zpívala spolu s Jožkou Severinem. Vystupovala také s Brněnským rozhlasovým orchestrem lidových nástrojů a zpěvákem Jožkou Severinem. Ve 40.–70. letech 20. století patřila k nejpopulárnějším zpěvačkám slováckých lidových písní.
Dne 5. prosince 2005 jí byla na tělocvičně Sokola v Kounicově ulici v Brně odhalena pamětní deska.